# Плавание на летних Олимпийских играх 1908 — эстафета 4×200 метров вольным стилем
Соревнования по плаванию в эстафете 4×200 метров вольным стилем среди мужчин на летних Олимпийских играх 1908 прошли 24 июля. Приняли участие шесть команд из шести стран по четыре человека.

## Призёры
| Золото                                                                       | Серебро                                                           | Бронза                                                      |
| Великобритания Джон Дербишир · Пол Радмилович · Генри Тейлор · Уильям Фостер | Венгрия Имре Захар · Йожеф Мунк · Бела Лаш-Торреш · Золтан Халмаи | США Лео Гудвин · Чарльз Дэниельс · Лесли Рич · Гарри Хебнер |

## Соревнование

### Полуфинал
| Место | Спортсмены                                                                            | Результат  |
| ----- | ------------------------------------------------------------------------------------- | ---------- |
| 1     | Австралазия Фрэнк Борепейр, Фредерик Спрингфилд, Реджинальд Бейкер, Теодор Тэртековер | 11:35,0 OR |
| 2     | Дания Поуль Хольм, Харальд Клем, Людвиг Дам, Хьяльмар Саксторф                        | 12:53,0    |

| Место | Спортсмены                                                                | Результат  |
| ----- | ------------------------------------------------------------------------- | ---------- |
| 1     | Великобритания Уильям Фостер, Пол Радмилович, Джон Дербишир, Генри Тейлор | 10:53,4 OR |
| 2     | США Гарри Хебнер, Лео Гудвин, Чарльз Дэниельс, Лесли Рич                  | 11:01,4    |
| 3     | Швеция Густаф Вретман, Гуннар Веннерстрём, Харальд Юлин, Адольф Андерсон  | Неизвестен |

| Место | Спортсмены                                                     | Результат |
| ----- | -------------------------------------------------------------- | --------- |
| 1     | Венгрия Йожеф Мунк, Имре Захар, Бела Лаш-Торреш, Золтан Халмаи | —         |

### Финал
| Место | Спортсмены                                                                            | Результат  |
| ----- | ------------------------------------------------------------------------------------- | ---------- |
| 1     | Великобритания Джон Дербишир, Пол Радмилович, Уильям Фостер, Генри Тейлор             | 10:55,6 WR |
| 2     | Венгрия Йожеф Мунк, Имре Зацхар, Бела Лаш-Торреш, Золтан Халмаи                       | 10:59,0    |
| 3     | США Гарри Хебнер, Лео Гудвин, Чарльз Дэниельс, Лесли Рич                              | 11:02,8    |
| 4     | Австралазия Фрэнк Борепейр, Фредерик Спрингфилд, Реджинальд Бейкер, Теодор Тэртековер | Неизвестен |